# Качельна вулиця
Вулиця Качельна (колишні назви: З'їздна, Завалочний з'їзд, Качельна) — вулиця в Корабельному районі Херсона, сполучає вулиці Підпільну та Садову.
В основному сформувалася в першій половині XIX ст. під назвою «З'їздна» (тут були переїзди через балку). У другій половині XIX ст. вулиця отримала назву «Качельної» (оскільки на найближчій до неї площі знаходилися гойдалки). Остаточно вулиця сформувалася після Другої світової війни.
З 1972 по 2016 р. вулиця була названа ім'ям більшовицького функціонера І. Ф. Сорокіна.
Вулиця зберегла архаїчний вигляд, в її забудові переважають невеликі будинки, що влітку потопають у зелені.